# Pista parapacifica
Pista parapacifica är en ringmaskart som beskrevs av Hartmann-Schröder 1965. Pista parapacifica ingår i släktet Pista och familjen Terebellidae. Inga underarter finns listade i Catalogue of Life.